# 池田盛周
池田 盛周（いけだ もりちか）は、戦国時代から江戸時代初期にかけての武将。大宝寺氏、最上氏の家臣。出羽国飽海郡朝日山城主。

## 出自
出羽朝日山城を拠点とする出羽池田氏は、平安時代中期頃に藤原秀郷の嫡流藤原仲光が、都より摂津国池田の地に土着し池田氏を名乗ったことが起源と伝えられている。その後、平安時代末期に至り平家に仕えたという池田源三郎快光の後裔・池田秀盛が、治承・寿永の乱（源平合戦）に敗れたのち5人の兄弟と共に鳥海山麓に逃れ、その後生き延びた子孫たちが建武年間（1334年 - 1338年）に築いた山城が朝日山城であるといわれている。盛周は秀盛から16代目の子孫とされる。家紋は「丸に揚羽蝶」である。

## 生涯
天文年間、大宝寺氏に仕えていた池田盛国の子として誕生。50騎の地侍を従え3000町歩を領した。大宝寺氏に仕え、若くして武将としての頭角を現し、方々の戦に従軍しては戦功を挙げていたという。
天正11年（1583年）、主君・大宝寺義氏が家臣の謀反により自刃すると、最上義光と通じて、家督を継いだ義氏の弟・義興に抵抗したため所領を没収されるが、後に許され所領を安堵された。義興の死後、天正16年（1588年）に大宝寺氏の家督をめぐる争いである十五里ヶ原の戦いにおいて最上勢として参加。大宝寺義勝を擁する越後国の上杉氏家臣・本庄繁長と戦い、朝日山城に籠り最後まで抗戦するも降伏（朝日山城の戦い）、義勝に所領を安堵された。
天正18年（1590年）、豊臣秀吉による太閤検地が行われると、これに反対した地元農民の土一揆に加勢し朝日山城は一揆軍の拠点となった。同年12月に敗れ、鮭延城主・鮭延秀綱の下に逃れた。この時から悪次郎と名乗り、治水で功績を挙げた。
慶長5年（1600年）、慶長出羽合戦において、子・盛邦及び舎弟の忠内と共に再び朝日山城に籠もる。上杉家臣・志駄義秀と戦い敗れるが、同年の関ヶ原の戦いにおいて東軍が勝利したことにより、最上勢が勝利をおさめる。翌慶長6年（1601年）、志駄義秀が酒田東禅寺城を開城し、庄内が最上氏の領地となると、盛周は旧功を認められ、旧領荒瀬郷古川村100石を賜り、酒田に入部した最上氏の重臣・志村光安に仕えた。
盛周の死亡年は不詳だが、荒瀬川の南蓬田原に葬られたと伝えられている。
元和8年（1622年）、最上家が改易となり、以後庄内藩や新庄藩の治世となると、盛周の家は帰農して長い間大肝煎を務めたといわれている。他にも庄内を中心に帰農した家系がおり、今でも庄内地方の旧家には池田姓が見られる。中には庄内藩士となったり、上杉家臣から米沢藩士となって幕末を迎えた家系もあるという。
現在、池田讃岐守の甲冑などが酒田市立資料館に展示されている（ただし常設展示ではない）。

## 逸話
- 後世に残された文献や伝承・逸話などによると、実直かつ正義漢であり、領民には情け深い人物だったといわれる。
- 太閤検地に反対し土一揆に加勢し、鮭延秀綱に匿われた盛周は、天下に逆らった悪役と開き直り自らを「悪次郎」と名乗り、治水のための堰を築き現地を開墾した。住民はこれを感謝し、以来その地名を「悪次郎」に変えたという。明治以降、「悪次郎」の地名は良くないので変えるように政府の役人から指導があったが、住民は地名を変えようとせず守り抜き、延長4kmにわたり築かれた堰（悪次郎堰）とともに今も真室川北西の小叉川流域に存在するという。
- 一説によると十五里ヶ原での野戦において盛周は討死したとされている。その後、池田讃岐守と名乗る人物とどのような関係にあるのかは不明である。
- 現在の酒田市新青渡（にいあおど）という村の言い伝えによると、池田讃岐守が鮭延城に逃げる際、朝日山城の家老であった堀玄藩に、子の池田幸右衛門をあずけたという。庄内に残った堀玄藩は数名の家来と共に現在の新青渡村を開墾したといわれており、現在も池田姓や堀姓の家が現存しているという。

## 後世にゆかりのある人物
- 池田正之輔
- 池田成章
- 池田成彬